# 영암 메밀방죽옆 장승
영암 메밀방죽옆 장승(靈岩메밀방죽옆長생)은 대한민국 전라남도 영암군 군서면 서구림리와 학산면 용산리의 경계인 메밀방죽 옆에 자리하고 있는 돌장승이다. 1986년 9월 29일 전라남도의 민속문화재 제20호로 지정되었다.

## 개요
군서면 서구림리와 학산면 용산리의 경계인 메밀방죽 옆에 자리하고 있는 돌장승이다. 가까운 곳의 죽정리 국장승에 새겨 놓은 ‘석표사좌(石標四坐)’ 중의 하나로, 근처에 있는 도갑사(道岬寺)의 경계표시를 하기 위해 세웠던 것으로 보인다.
크기는 높이 121cm, 너비 50∼70cm, 두께 13∼30cm이며, 보통의 장승이 사람이나 신장의 모습을 새기는 것과는 다르게, 자연석을 그대로 이용하여 한쪽 면에 3글자를 큼지막하게 새긴 비석의 형상을 하고 있다. 3글자는 장승의 윗부분이 깨져나가 형태를 알아볼 수 없는 글자가 하나 있고, 그 밑으로 ‘장(長)’자와 ‘생(生)’자가 보인다.
장승을 세운 정확한 연대는 알 수 없으나, ‘장생’이란 용어가 통일신라∼고려시대에 사용되던 말이라는 기록이 있어, 가까이 자리하고 있는 ‘죽정리국장생’이나 ‘동구림리황장생’과 함께 조선시대 이전에 세운 것으로 추정된다.

## 참고 자료
- 영암메밀방죽옆장승 - 국가유산청 국가유산포털